# Атлегачский сельсовет
Атлегачский сельсове́т (баш. Атлығас ауыл советы) — упразднённая в 2008 году административно-территориальная единица и сельское поселение (тип муниципального образования) в составе Янаульского района Башкортостана. Объединён с сельским поселением Ижболдинский сельсовет. Административный центр — село Атлегач.

## Состав
- с. Атлегач — административный центр,
- д.  Новотроицк.

## История
Образован в конце 1987 года
В 2008 году произошло объединение Атлегачского и Ижболдинского сельсоветов с сохранением наименования «Ижболдинский» (Закон Республики Башкортостан от 19.11.2008 N 49-з «Об изменениях в административно-территориальном устройстве Республики Башкортостан в связи с объединением отдельных сельсоветов и передачей населённых пунктов»).